# Oborine (Bačko-kiškunska županija, Mađarska)
Oborine (mađ. Dózsamajor)  je naseljeni zaselak u jugoistočnoj Mađarskoj.

## Zemljopisni položaj
Nalazi se zapadno od Tompe i istočno od Miljkuta.

## Upravna organizacija
Upravno pripada Tompi Bačko-kiškunskoj županiji.

## Stanovništvo
Stanovnike se naziva Oborinašima i Oborinaškinjama.